# Boletus chrysenteron
Boletus chrysenteron, o boleto de carne amarilla, es un hongo basidiomiceto de la familia Boletaceae, que puede encontrarse tanto en bosques de frondosas como de coníferas, en diversos tipos de suelos. El cuerpo fructífero aflora de verano a otoño y es bastante frecuente. Es un hongo comestible, de sabor y olor agradables, pero poco apreciado debido a la textura de su carne, que es demasiado esponjosa. El epíteto específico "chrysenteron" significa, en latín, "con carne dorada".

## Morfología
El cuerpo fructífero del Boletus chrysenteron posee un sombrero de entre 3 y 12 centímetros de diámetro, hemisférico o convexo, que toma una forma más aplanada e irregular en los ejemplares menos jóvenes. La cutícula es seca y mate, aterciopelada en los  ejemplares juveniles, y de color pardo o pardo verdoso, que se agrieta con mucha facilidad. La carne que está bajo justo la cutícula tiene un color rojizo que es muy característico. Los tubos de los ejemplares jóvenes son amarillo pálido y van tomando un tono amarillo verdoso al madurar la seta, que se vuelve azul al tacto. Los poros son grandes y poligonales, del mismo color que los tubos o de color dorado. El pie tiene unas dimensiones que oscilan entre 3 y 10 centímetros de largo, y entre 0,5 y 2 centímetros de ancho, es esbelto y a veces puede ser muy largo y sinuoso. Su carne es amarilla y esponjosa, blanda, y toma color rojo en la zona que está bajo la cutícula, y toma tonos azules y rojizos cuando se corta. La esporada es de color marrón olivácea.

## Posibilidades de confusión
Es posible confundirlo con Boletus subtomentosus o con Boletus ferrugineus, que, además de presentar un aspecto parecido, tampoco son tóxicas.